# 陳邦柱
陳 邦柱（ちん ほうちゅう、チェン・バーンジュウ、1934年9月 - ）は、中華人民共和国の官僚、政治家。江西省九江市出身。

## 経歴
1934年9月、江西省九江市で生まれる。1954年、重慶建築工程学院（現在の重慶大学 ）を卒業。1975年10月に中国共産党入党。化学工業部第九化工建設公司の総技師、工程処主任、管理室主任、副経理を歴任した。
1983年8月、岳陽市市長に転出。翌年8月、同省長沙市に転任し、湖南省対外経済貿易委員会主任に就任。1987年9月、第13回党大会で党中央候補委員に選出される。1989年5月、湖南省省長に昇格。
1995年2月、中央に移り、中華人民共和国国内貿易部部長に就任。2000年6月、中国人民政治協商会議全国委員会人口資源環境委員会主任に就任。2008年3月に退任し、政界から引退した。